# Franco Rosati
Franco Rosati (San Benedetto del Tronto, 3 marzo 1943) è un ex calciatore italiano, di ruolo terzino o libero.

## Carriera
Fratello minore del più noto Tom, ha disputato tre incontri nella Serie A 1964-1965 con la maglia del Messina.
Ha inoltre totalizzato 70 presenze e 3 reti in Serie B nelle file di Salernitana e Pescara, club quest'ultimo con cui, guidato dal fratello in panchina, ha ottenuto una doppia promozione dalla Serie D alla Serie B.

## Palmarès
- Campionato italiano Serie C: 2

Salernitana: 1965-1966 (girone C)
Pescara: 1973-1974 (girone C)
- Campionato italiano Serie D: 1

Pescara: 1972-1973 (girone H)